# San Javier, Murcia
San Javier är en kommun i Spanien. Den ligger i den autonoma regionen Murcia i södra delen av landet, 400 km sydost om huvudstaden Madrid. Antalet invånare är 35 872 (2024).  Arean är 75,36 kvadratkilometer. San Javier gränsar till Murcia och Cartagena. 